# Герасимов, Лука Тарасович
Гера́симов Лука Тарасович (1908—1967) — новатор производства в чёрной металлургии, мастер доменной печи Кузнецкого металлургического комбината.

## Биография
Родился в 1908 году.
Работал на Днепровском металлургическом комбинате, затем на Кузнецком металлургическом комбинате. По инициативе Л.Т. Герасимова в 1941 году на Кузнецком металлургическом комбинате началось социалистическое соревнование на звание «Лучший мастер комбината», которое позже переросло во всесоюзное социалистическое соревнование. Л.Т. Герасимову неоднократно присваивалось звание «Лучший мастер доменного цеха». С 1941 по 1945 годы бригада Герасимова обеспечивала бесперебойную работу доменной печи №3, несмотря на ухудшение качества топлива и некоторых исходный материалов. За время Великой Отечественной войны бригада выплавила 6 млн тонн чугуна, из них около 100 тысяч тонн — сверх плана.
Умер в 1967 году.

## Награды и звания
- Звание «Почётный металлург»
- Орден Ленина
- 2 ордена Трудового Красного Знамени
- Орден Знак Почёта